# バニリル基

バニリル基

有機化学においてバニリル（vanillyl）基は官能基の一つである。バニリル基を含む化合物はバニロイド類と呼ばれ、バニリン、バニリン酸、カプサイシン、バニリルマンデル酸（VMA）などがある。
バニロイドの多く、特にカプサイシンは、TRPV1受容体に結合する。TRPV1はイオンチャネルであり自然状態では高温や酸性pHといった不快な刺激に応答する。この作用はトウガラシを食べた後に経験する焼け付くような感覚の原因である。
食品工業以外では、ノニバミドといったバニロイドがトウガラシスプレーに使用されている。
TRPV1に作用するその他のバニロイドにはレシニフェラトキシンやオルバニルがある。